# 中华人民共和国公安部部长
中华人民共和国公安部部长是中华人民共和国公安部的正职负责人和中华人民共和国国务院的组成人员之一，属于国家公务员，负责领导公安部的工作，召集和主持公安部部务会议，签署上报国务院的重要请示、报告和下达的命令指示。公安部部长由国务院总理提名，全国人民代表大会决定人选，国家主席根据决定任免。
1949年10月1日，中华人民共和国中央人民政府正式成立，中央人民政府公安部亦于同日成立。10月19日，中央人民政府委员会在北京举行第三次会议，任命罗瑞卿为中央人民政府公安部部长，为中华人民共和国成立以来的首任公安部部长。1954年9月15日至9月28日，第一届全国人民代表大会第一次会议召开，会议确定中央人民政府政务院改组为中华人民共和国国务院，为中华人民共和国的最高行政机关，中央人民政府公安部亦改组为中华人民共和国公安部，正职负责人仍称部长。1970年6月22日，中共中央批准公安部成立革命委员会，正职负责人改称革委会主任，由李震担任。1975年1月17日，第四届全国人民代表大会第一次会议任命华国锋为公安部部长，公安部恢复部长负责制至今。自周永康开始，公安部部长由国务委员兼任，并兼任中共中央政法委副书记。
截至2025年8月13日，共有14名政治人物担任过中华人民共和国公安部部长，均为男性、汉族、中国共产党党员。任职时间最长的是谢富治，任职期限自1959年9月17日至1970年6月22日，共计10年278天。任职时间最短的是王小洪，任职期限自2022年6月24日至今，共计3年50天。现任公安部部长是王小洪，自2022年6月24日起任职，迄今3年50天。

## 历任部长
下表列出中华人民共和国公安部历任部长的任次、姓名、生卒年份、肖像、籍贯、就任日期、卸任日期、任职时长、任内要职和时任政府首脑等信息。姓名下方仅有生卒年份者表明此人为男性、汉族、中共党员。
| 任次                                                    | 姓名 （生卒年份）                                      | 肖像                                                   | 籍貫                                                   | 就任日期                                               | 卸任日期                                               | 任内要职 | 时任总理                                               | 资料                                                   |
| 任次                                                    | 姓名 （生卒年份）                                      | 肖像                                                   | 籍貫                                                   | 任职时长                                               | 任职时长                                               | 任内要职 | 时任总理                                               | 资料                                                   |
| 中央人民政府公安部部长（1949年10月19日—1954年9月28日）  | 中央人民政府公安部部长（1949年10月19日—1954年9月28日） | 中央人民政府公安部部长（1949年10月19日—1954年9月28日） | 中央人民政府公安部部长（1949年10月19日—1954年9月28日） | 中央人民政府公安部部长（1949年10月19日—1954年9月28日） | 中央人民政府公安部部长（1949年10月19日—1954年9月28日） | 中央人民政府公安部部长（1949年10月19日—1954年9月28日） | 中央人民政府公安部部长（1949年10月19日—1954年9月28日） | 中央人民政府公安部部长（1949年10月19日—1954年9月28日） |
| ------------------------------------------------------- | ------------------------------------------------------ | ------------------------------------------------------ | ------------------------------------------------------ | ------------------------------------------------------ | ------------------------------------------------------ | --- | ------------------------------------------------------ | ------------------------------------------------------ |
| 1                                                       | 罗瑞卿 （1906—1978）                                   |                                                        | 四川 南充                                              | 1949年10月19日                                         | 1954年9月28日                                          | 政务院政治法律委员会副主任 中国人民解放军公安部队司令员 中国人民解放军公安部队政治委员 | 周恩来                                                 | [ 8 ]                                                  |
| 1                                                       | 罗瑞卿 （1906—1978）                                   | 4年344天                                               | 四川 南充                                              |                                                        |                                                        | 政务院政治法律委员会副主任 中国人民解放军公安部队司令员 中国人民解放军公安部队政治委员 | 周恩来                                                 | [ 8 ]                                                  |
| 中华人民共和国公安部部长（1954年9月28日—1970年6月22日） |                                                        |                                                        |                                                        |                                                        |                                                        | |                                                        |                                                        |
| 1                                                       | 罗瑞卿 大将 （1906—1978）                              |                                                        | 四川 南充                                              | 1954年9月28日                                          | 1959年9月17日                                          | 国务院政法办公室主任 中国人民解放军公安军司令员 中国人民解放军公安军政治委员 中华人民共和国国务院副总理                                                                                            | 周恩来                                                 | [ 9 ]                                                  |
| 1                                                       | 罗瑞卿 大将 （1906—1978）                              | 4年354天                                               | 四川 南充                                              |                                                        |                                                        | 国务院政法办公室主任 中国人民解放军公安军司令员 中国人民解放军公安军政治委员 中华人民共和国国务院副总理                                                                                            | 周恩来                                                 | [ 9 ]                                                  |
| 2                                                       | 谢富治 上将 （1909—1972）                              |                                                        | 湖北 红安                                              | 1959年9月17日                                          | 1970年6月22日                                          | 中国人民解放军公安部队司令员 中国人民解放军公安部队政治委员 中华人民共和国国务院副总理 中共中央书记处书记 北京市革命委员会主任 中国人民解放军北京军区政治委员 中国人民解放军北京卫戍区第一政治委员 | 周恩来                                                 | [ 10 ] [ 11 ]                                          |
| 2                                                       | 谢富治 上将 （1909—1972）                              | 10年278天                                              | 湖北 红安                                              |                                                        |                                                        | 中国人民解放军公安部队司令员 中国人民解放军公安部队政治委员 中华人民共和国国务院副总理 中共中央书记处书记 北京市革命委员会主任 中国人民解放军北京军区政治委员 中国人民解放军北京卫戍区第一政治委员 | 周恩来                                                 | [ 10 ] [ 11 ]                                          |
| 公安部革命委员会主任（1970年6月22日—）                  |                                                        |                                                        |                                                        |                                                        |                                                        | |                                                        |                                                        |
| #                                                       | 李震 少将 （1914—1973）                                |                                                        | 河北 藁城                                              | 1970年6月22日                                          | 1973年10月21日                                         | 中华人民共和国公安部党的核心小组组长 | 周恩来                                                 | [ 12 ] [ 13 ]                                          |
| #                                                       | 李震 少将 （1914—1973）                                | 3年121天                                               | 河北 藁城                                              |                                                        |                                                        | 中华人民共和国公安部党的核心小组组长 | 周恩来                                                 | [ 12 ] [ 13 ]                                          |
| 1973年10月21日至1975年1月17日期间空缺。                 |                                                        |                                                        |                                                        |                                                        |                                                        | |                                                        |                                                        |
| 中华人民共和国公安部部长（1975年1月17日至今）           |                                                        |                                                        |                                                        |                                                        |                                                        | |                                                        |                                                        |
| 3                                                       | 华国锋 （1921—2008）                                   |                                                        | 山西 交城                                              | 1975年1月17日                                          | 1978年3月5日                                           | 中国共产党中央委员会主席 中国共产党中央军事委员会主席 中华人民共和国国务院总理 | 周恩来 ↓ 空缺 ↓ 华国锋                                 | [ 14 ]                                                 |
| 3                                                       | 华国锋 （1921—2008）                                   | 3年47天                                                | 山西 交城                                              |                                                        |                                                        | 中国共产党中央委员会主席 中国共产党中央军事委员会主席 中华人民共和国国务院总理 | 周恩来 ↓ 空缺 ↓ 华国锋                                 | [ 14 ]                                                 |
| 4                                                       | 赵苍璧 （1916—1993）                                   |                                                        | 陕西 清涧                                              | 1978年3月5日                                           | 1983年6月21日                                          | 中共中华人民共和国公安部党组书记 中共中央政法委员会委员 中国人民武装警察部队政治委员 | 华国锋 ↓ 赵紫阳                                        | [ 15 ] [ 17 ]                                          |
| 4                                                       | 赵苍璧 （1916—1993）                                   | 5年108天                                               | 陕西 清涧                                              |                                                        |                                                        | 中共中华人民共和国公安部党组书记 中共中央政法委员会委员 中国人民武装警察部队政治委员 | 华国锋 ↓ 赵紫阳                                        | [ 15 ] [ 17 ]                                          |
| 5                                                       | 刘复之 （1917—2013）                                   |                                                        | 广东 梅县                                              | 1983年6月21日                                          | 1985年9月6日                                           | 中共中华人民共和国公安部党组书记 中国人民武装警察部队第一政治委员 | 赵紫阳                                                 | [ 18 ] [ 19 ]                                          |
| 5                                                       | 刘复之 （1917—2013）                                   | 2年77天                                                | 广东 梅县                                              |                                                        |                                                        | 中共中华人民共和国公安部党组书记 中国人民武装警察部队第一政治委员 | 赵紫阳                                                 | [ 18 ] [ 19 ]                                          |
| 6                                                       | 阮崇武 （1933—）                                       |                                                        | 河北 怀安                                              | 1985年9月6日                                           | 1987年4月11日                                          | 中共中华人民共和国公安部党组书记 中国人民武装警察部队第一政治委员 | 赵紫阳                                                 | [ 20 ] [ 21 ]                                          |
| 6                                                       | 阮崇武 （1933—）                                       | 1年217天                                               | 河北 怀安                                              |                                                        |                                                        | 中共中华人民共和国公安部党组书记 中国人民武装警察部队第一政治委员 | 赵紫阳                                                 | [ 20 ] [ 21 ]                                          |
| 7                                                       | 王芳 （1920—2009）                                     |                                                        | 山东 新泰                                              | 1987年4月11日                                          | 1990年12月28日                                         | 中共中华人民共和国公安部党组书记 中国人民武装警察部队第一政治委员 中华人民共和国国务委员 国家禁毒委员会主任                                                                                        | 赵紫阳 ↓ 李鹏                                          | [ 22 ] [ 23 ]                                          |
| 7                                                       | 王芳 （1920—2009）                                     | 3年261天                                               | 山东 新泰                                              |                                                        |                                                        | 中共中华人民共和国公安部党组书记 中国人民武装警察部队第一政治委员 中华人民共和国国务委员 国家禁毒委员会主任                                                                                        | 赵紫阳 ↓ 李鹏                                          | [ 22 ] [ 23 ]                                          |
| 8                                                       | 陶驷驹 总警监 （1935—2016）                            |                                                        | 江苏 靖江                                              | 1990年12月28日                                         | 1998年3月19日                                          | 中共中华人民共和国公安部党组书记 中国人民武装警察部队第一政治委员 | 李鹏                                                   | [ 24 ] [ 25 ]                                          |
| 8                                                       | 陶驷驹 总警监 （1935—2016）                            | 7年81天                                                | 江苏 靖江                                              |                                                        |                                                        | 中共中华人民共和国公安部党组书记 中国人民武装警察部队第一政治委员 | 李鹏                                                   | [ 24 ] [ 25 ]                                          |
| 9                                                       | 贾春旺 总警监 （1938—）                                |                                                        | 北京                                                   | 1998年3月19日                                          | 2002年12月28日                                         | 中共中华人民共和国公安部党组书记 中国人民武装警察部队第一政治委员 | 朱镕基                                                 | [ 26 ] [ 27 ]                                          |
| 9                                                       | 贾春旺 总警监 （1938—）                                | 4年284天                                               | 北京                                                   |                                                        |                                                        | 中共中华人民共和国公安部党组书记 中国人民武装警察部队第一政治委员 | 朱镕基                                                 | [ 26 ] [ 27 ]                                          |
| 10                                                      | 周永康 总警监 （1942—）                                |                                                        | 江苏 无锡                                              | 2002年12月28日                                         | 2007年10月28日                                         | 中共中华人民共和国公安部党组书记 中国人民武装警察部队第一政治委员 中华人民共和国国务委员 中共中央书记处书记 中共中央政法委员会副书记                                                               | 朱镕基 ↓ 温家宝                                        | [ 28 ] [ 29 ]                                          |
| 10                                                      | 周永康 总警监 （1942—）                                | 4年304天                                               | 江苏 无锡                                              |                                                        |                                                        | 中共中华人民共和国公安部党组书记 中国人民武装警察部队第一政治委员 中华人民共和国国务委员 中共中央书记处书记 中共中央政法委员会副书记                                                               | 朱镕基 ↓ 温家宝                                        | [ 28 ] [ 29 ]                                          |
| 11                                                      | 孟建柱 总警监 （1947—）                                |                                                        | 江苏 吴县                                              | 2007年10月28日                                         | 2012年12月28日                                         | 中共中华人民共和国公安部党组书记 中国人民武装警察部队第一政治委员 中华人民共和国国务委员 中共中央政法委员会副书记                                                                                  | 温家宝                                                 | [ 30 ]                                                 |
| 11                                                      | 孟建柱 总警监 （1947—）                                | 5年61天                                                | 江苏 吴县                                              |                                                        |                                                        | 中共中华人民共和国公安部党组书记 中国人民武装警察部队第一政治委员 中华人民共和国国务委员 中共中央政法委员会副书记                                                                                  | 温家宝                                                 | [ 30 ]                                                 |
| 12                                                      | 郭声琨 总警监 （1954—）                                |                                                        | 江西 兴国                                              | 2012年12月28日                                         | 2017年11月4日                                          | 中共中华人民共和国公安部党组书记 中国人民武装警察部队第一政治委员 中华人民共和国国务委员 中共中央书记处书记 中共中央政法委员会副书记                                                               | 温家宝 ↓ 李克强                                        | [ 31 ] [ 32 ]                                          |
| 12                                                      | 郭声琨 总警监 （1954—）                                | 4年311天                                               | 江西 兴国                                              |                                                        |                                                        | 中共中华人民共和国公安部党组书记 中国人民武装警察部队第一政治委员 中华人民共和国国务委员 中共中央书记处书记 中共中央政法委员会副书记                                                               | 温家宝 ↓ 李克强                                        | [ 31 ] [ 32 ]                                          |
| 13                                                      | 赵克志 总警监 （1953—）                                |                                                        | 山东 莱西                                              | 2017年11月4日                                          | 2022年6月24日                                          | 中共中华人民共和国公安部党组书记 中华人民共和国国务委员 中共中央政法委员会副书记 | 李克强                                                 | [ 33 ] [ 34 ]                                          |
| 13                                                      | 赵克志 总警监 （1953—）                                | 4年232天                                               | 山东 莱西                                              |                                                        |                                                        | 中共中华人民共和国公安部党组书记 中华人民共和国国务委员 中共中央政法委员会副书记 | 李克强                                                 | [ 33 ] [ 34 ]                                          |
| 14                                                      | 王小洪 总警监 （1957—）                                |                                                        | 福建 福州                                              | 2022年6月24日                                          | 现任                                                   | 中共中华人民共和国公安部党组书记 中华人民共和国国务委员 中共中央书记处书记 中共中央政法委员会副书记                                                                                                | 李克强 ↓ 李强                                          | [ 35 ] [ 36 ]                                          |
| 14                                                      | 王小洪 总警监 （1957—）                                | 3年50天                                                | 福建 福州                                              |                                                        |                                                        | 中共中华人民共和国公安部党组书记 中华人民共和国国务委员 中共中央书记处书记 中共中央政法委员会副书记                                                                                                | 李克强 ↓ 李强                                          | [ 35 ] [ 36 ]                                          |

## 在世前任部长
截至2025年8月，在世的前中華人民共和國公安部部長有6位：
| 姓名   | 任期                          | 出生日期與年齡     |
| ------ | ----------------------------- | ------------------ |
| 阮崇武 | 1985年9月6日—1987年4月11日    | 1933年5月（92歲）  |
| 贾春旺 | 1998年3月19日—2002年12月28日  | 1938年5月（87歲）  |
| 周永康 | 2002年12月28日—2007年10月28日 | 1942年12月（82歲） |
| 孟建柱 | 2007年10月28日—2012年12月28日 | 1947年7月（78歲）  |
| 郭声琨 | 2012年12月28日—2017年11月4日  | 1954年10月（70歲） |
| 赵克志 | 2017年11月4日—2022年6月24日   | 1953年12月（71歲） |

最近一位去世的前中華人民共和國公安部部長是陶驷驹，他于2016年4月18日在北京去世，享年81岁。